# Корниловська сільська рада (Каменський район)
Корни́ловська сільська рада (рос. Корниловский сельский совет) — сільське поселення у складі Каменського району Алтайського краю Росії.
Адміністративний центр та єдиний населений пункт — село Корнилово.

## Населення
Населення — 1166 осіб (2019; 1424 в 2010, 2067 у 2002).